# Heldenstadt der Ukraine

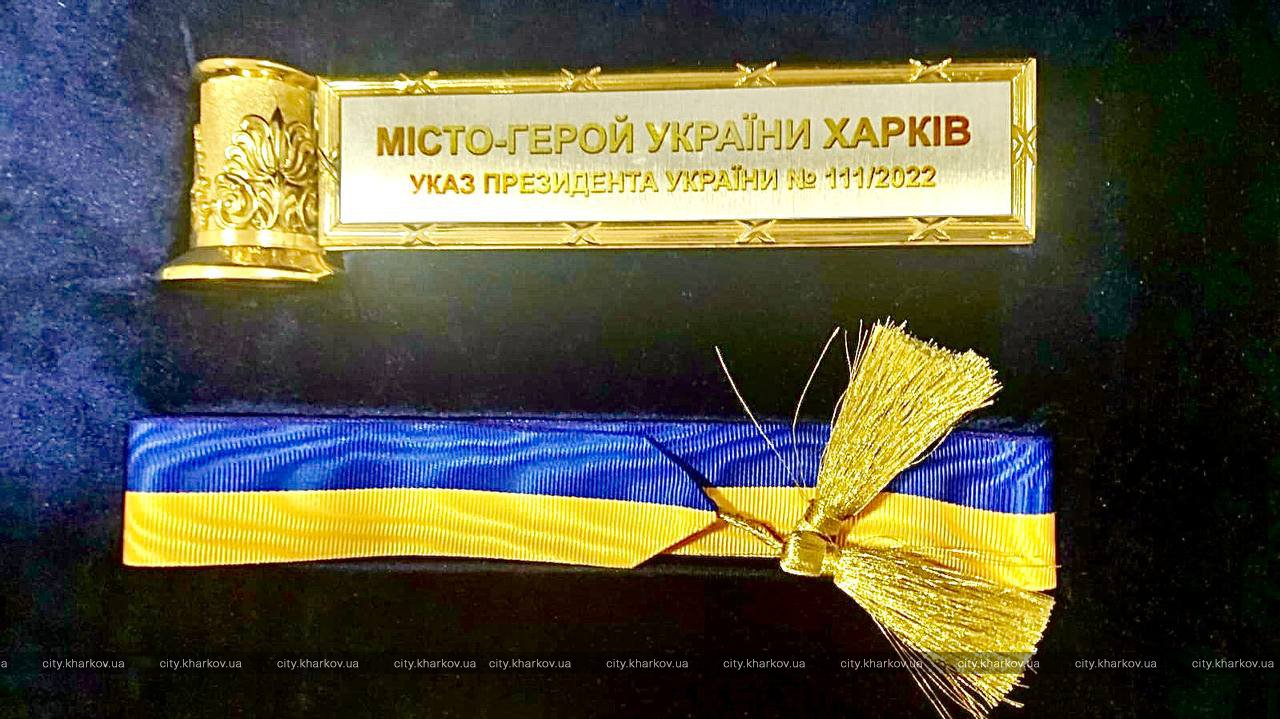
Ehrenauszeichnung „Heldenstadt der Ukraine“ für Charkiw

Der Ehrentitel Heldenstadt der Ukraine (ukrainisch Місто-герой України) wird seit 2022 ähnlich dem personenbezogenen Ehrentitel Held der Ukraine für Heldentum während des Russisch-Ukrainischen Kriegs verliehen.

## Geschichte
Bereits 1942 wurde der Terminus Heldenstadt in Artikeln der Prawda benutzt. Josef Stalin benutzte den Terminus 1945 das erste Mal in einem offiziellen Befehl. Zwischen 1965 und 1988 wurde der Titel offiziell verliehen, aber auch nach dem Ende der Sowjetunion wurde der Terminus oftmals auf die damals beliehenen Städte der Ukraine angewandt.
Am 6. März 2022 erließ Präsident Wolodymyr Selenskyj das Dekret No. 111, welches für die Städte Kiew, Odessa, Sewastopol und Kertsch den Ehrentitel Heldenstadt erneuerte und ihn zusätzlich den Städten Mariupol, Wolnowacha, Cherson, Charkiw, Hostomel und Tschernihiw verlieh. In diesem Zuge verglich der Präsident die Brutalität des Russisch-Ukrainischen Krieges auch mit solcher des Deutsch-Sowjetischen Krieges (infolgedessen der Ehrentitel Heldenstadt das erste Mal verliehen worden war).
Am 25. März 2022 verlieh Selenskyj den Titel gem. Dekret No. 164 zusätzlich an Butscha, Irpin, Ochtyrka und Mykolajiw.

## Insignien
Der Titel wird durch ein Fahnenband in den Nationalfarben der Ukraine und ein zusätzliches Schild an der Fahne der betreffenden Stadt gekennzeichnet.